# Leptispa arundina
Leptispa arundina es una especie de insecto coleóptero de la familia Chrysomelidae.
Fue descrita científicamente en 1937 por Maulik.